# Liste der israelischen Konsuln in Mumbai und Bangalore
Die Liste der israelischen Konsuln in Mumbai und Bangalore bietet einen Überblick über die Leiter der diplomatischen Vertretungen Israels in den indischen Städten Mumbai und Bangalore. Beide Generalkonsulate sind heute der israelischen Botschaft in Neu-Delhi nachgeordnet. Vor 1992 war jedoch die einzige israelische Vertretung im Land das israelische Konsulat in Bombay, das schon 1951 (zunächst als Konsularagentur) seine Pforten öffnete. Seit Mai 2013 unterhält Israel zusätzlich das israelische Konsulat in Bangalore.

## Liste der Konsuln in Mumbai ab 1959
| Amtszeit  | Name                  | Anmerkung                                                   |
| --------- | --------------------- | ----------------------------------------------------------- |
| 1951–1953 | F. W. Pollack         | Ab 1951 Konsularagent, ab Januar 1953 Honorarkonsul         |
| 1953–1956 | Gabriel Doron         | Konsul                                                      |
| 1956–1959 | Avshalom Caspi        | Konsul                                                      |
| 1959–1962 | Michael Michael       | Konsul                                                      |
| 1962–1963 | Arieh Ilan            | Konsul                                                      |
| 1964–1965 | Peretz Gordon         | Konsul                                                      |
| 1965–1969 | Reuven Dafni          | Konsul                                                      |
| 1969–1971 | Ya’acov Morris        | Konsul                                                      |
| 1971–1973 | Yair Aran             | Konsul                                                      |
| 1973–1976 | Yehoshua Trigor       | Konsul                                                      |
| 1976–1979 | Shlomo Armon          | Konsul                                                      |
| 1979–1982 | Yosef Hassin          | 1982 zur persona non grata erklärt und des Landes verwiesen |
| 1982–1984 | Immanuel Seri         | Vizekonsul                                                  |
| 1985–1987 | Oded Ben-Hur          | Vizekonsul                                                  |
| 1987–1989 | Amos Radian           | Vizekonsul, dann Konsul                                     |
| 1989–1992 | Giora Becher          | Konsul, 1992 Geschäftsträger der Botschaft in Neu-Delhi     |
| 1992–1996 | Itzhak Gerberg        | Generalkonsul                                               |
| 1996–1999 | Walid Mansour         | Generalkonsul                                               |
| 1999–2003 | Dov Segev-Steinberg   | Generalkonsul                                               |
| 2003–2005 | vakant                | Generalkonsulat geschlossen                                 |
| 2005–2008 | Daniel Zohar-Zonshine | Generalkonsul                                               |
| 2008–2013 | Orna Sagiv            | Generalkonsulin                                             |
| 2013–2014 | Brett Jonathan Miller | Generalkonsul                                               |
| 2014–2017 | David Akov            | Generalkonsul                                               |
| 2017–2021 | Ya’akov Finkelstein   | Generalkonsul                                               |
| Seit 2021 | Kobbi Shoshani        | Generalkonsul                                               |

## Liste der Generalkonsuln in Bangalore ab 2012
| Amtszeit  | Name           | Anmerkung       |
| --------- | -------------- | --------------- |
| 2012–2015 | Menahem Kanafi | Generalkonsul   |
| 2015–2017 | Yael Hashavit  | Generalkonsulin |
| 2017–2020 | Dana Kursh     | Generalkonsulin |
| 2020–2022 | Jonathan Zadka | Generalkonsul   |
| Seit 2022 | Tammy Ben-Haim | Generalkonsulin |